# Estación de Caminreal-Fuentes Claras
Caminreal-Fuentes Claras, originalmente denominada Caminreal, es una estación ferroviaria con parada facultativa situada en el municipio español de Caminreal cerca de Fuentes Claras, en la provincia de Teruel (Aragón). Cuenta con servicios de Media Distancia operados por Renfe. 
De estilo racionalista, la estación fue obra del arquitecto Luis Gutiérrez Soto, siendo inaugurada en 1933. Durante varias décadas las instalaciones de Caminreal constituyeron un importante nudo ferroviario en el que se cruzaban varios trazados ferroviarios procedentes de Calatayud, Zaragoza y Teruel. Reflejo de su importancia, la estación contaba con un importante número de trabajadores y en sus cercanías se formó un núcleo poblacional. Sin embargo, tras la clausura del tramo Calatayud-Caminreal, la estación comenzó su decadencia y perdió su importancia pasada.
Actualmente el edificio histórico está en obras de rehabilitación para albergar una de las tres subsedes del futuro Museo del Ferrocarril de Aragón.

## Situación ferroviaria
Está situada en el punto kilométrico 68,3 de la línea férrea de ancho ibérico une Zaragoza con Sagunto por Teruel, entre las estaciones de Calamocha-Nueva y de Torrijo del Campo. El kilometraje se corresponde con el histórico trazado entre Calatayud y Valencia, tomando la primera como punto de partida. El tramo es de vía única y está sin electrificar. La estación está situada a 916 metros de altitud.

## Historia

### Orígenes y primera época
La primitiva estación fue puesta en servicio el 1 de abril de 1901 con la apertura del tramo Calatayud-Puerto Escandón de la línea Calatayud-Valencia. Las obras corrieron a cargo de la Compañía del Ferrocarril Central de Aragón. 
Con la construcción del Ferrocarril Santander-Mediterráneo fue en su momento la estación de ferrocarril más moderna de España, ya que fue la primera con cambio de vías automático. En 1901 se proyectó como destino de la línea del Ferrocarril del Tajuña, también conocido como Ferrocarril de Aragón, cuyo origen sería Madrid, uniendo la capital con el Ferrocarril Central de Aragón, aunque diversos factores redujeron el proyecto a una línea que llegaba solamente hasta Alocén, pese a que ya estaban empezadas las obras en la zona de Cifuentes. 
Aprovechando los buenos resultados que le daba la explotación del anterior trazado, la compañía inició en Caminreal una nueva línea hasta Zaragoza que inauguró el 2 de abril de 1933 con vistas a enlazar con el ferrocarril a Canfranc.

### Bajo RENFE y Adif
En 1941, con la nacionalización de la totalidad de la red ferroviaria española, la estación pasó a ser gestionada por RENFE. Ahí pasó la época de mayor esplendor de la estación hasta la década de 1960, acogiendo más de 100 trabajadores, incluyendo servicios como escuela y peluquería. 
En septiembre de 1946 figuraba en los horarios de trenes el apeadero de Fuentes Claras, situado a 1 km al norte en sentido Zaragoza y Calatayud. En aquella fecha en este apeadero (y en la propia estación de Caminreal) figuraban tres trenes por sentido entre Calatayud y Valencia. En Caminreal-Fuentes Claras la parada podía ser prolongada si lo requerían las viejas locomotoras a vapor. De hecho, uno de estos trenes paraba de 4.30 a 6.00 en sentido Calatayud. A modo de ejemplo, dicho tren invertía 17 horas y 40 minutos en hacer el trayecto entre Valencia y Calatayud. En torno al apeadero surgió la barriada de El Salvador, también conocida como El Santo. En los horarios de 1962-1963 figuraba como servicio de la estación una cantina. 
Entre al menos 1977 y hasta el 31 de diciembre de 1983, en que fueron sustituidos por autobuses, existió un servicio desde Zaragoza-El Portillo prestado por un Ferrobús que, vía Calatayud, Daroca y Caminreal, enlazaba con Teruel. Este servicio tenía una duración de 4 hrs y 56 min.
En marzo de 1977 el apeadero de Fuentes Claras ya no figuraba en los horarios. Para este año los tiempos habían mejorado enormemente, bastando decir que el tren TER núm. 62 invertía 2 h y 2 minutos en recorrer el trayecto entre Caminreal-Fuentes Claras y Zaragoza-El Portillo, mejorando los tiempos de hoy en día. 
El 1 de enero de 1985 el tramo Caminreal-Calatayud fue cerrado oficialmente al tráfico debido a su escasa rentabilidad, siendo desmantelada la vía en 2011. Esto conllevó que la estación perdiera importancia y viajeros. Diez años después RENFE procedió al cierre del edificio de viajeros de 1933. Esto, unida a la falta de mantenimiento, ha provocado que el edificio se halle en pésimo estado de conservación. Desde enero de 2005, con la extinción de la antigua RENFE, Adif es la titular de las instalaciones.  
El día 25 de abril de 2007 se publicó en el Boletín Oficial de Aragón la Orden de 26 de marzo de 2007 del Departamento de Educación, Cultura y Deporte por la que se declara Bien Catalogado del Patrimonio Cultural Aragonés la Estación Nueva de Ferrocarril de Caminreal. Este hecho no ha surtido mejoras en el edificio, que sigue en continuo deterioro.

## La estación
La estación se halla en la margen izquierda del Río Jiloca a unos 2 km de Caminreal y a 2,3 km de Fuentes Claras, tras cruzar sendos puentes sobre el citado río.

Conviven dos edificios de viajeros. El más antiguo, construido en 1901, está situado más al sur y ha sido reconvertido en 2007 en Centro de Interpretación de la cultura romana (CICAR), cercano al yacimiento romano de La Caridad, que recoge la herencia celtíbera y romana de la zona. Dicho edificio fue restaurado por habitantes de la zona a través de un taller de empleo. Se trata de un edificio de las mismas características que el resto de las estaciones de esta vía: realizado en sillería, de una sola planta y vanos amplios y recercados, cubierto por techumbre a cuatro aguas y albergando viviendas en los extremos.  

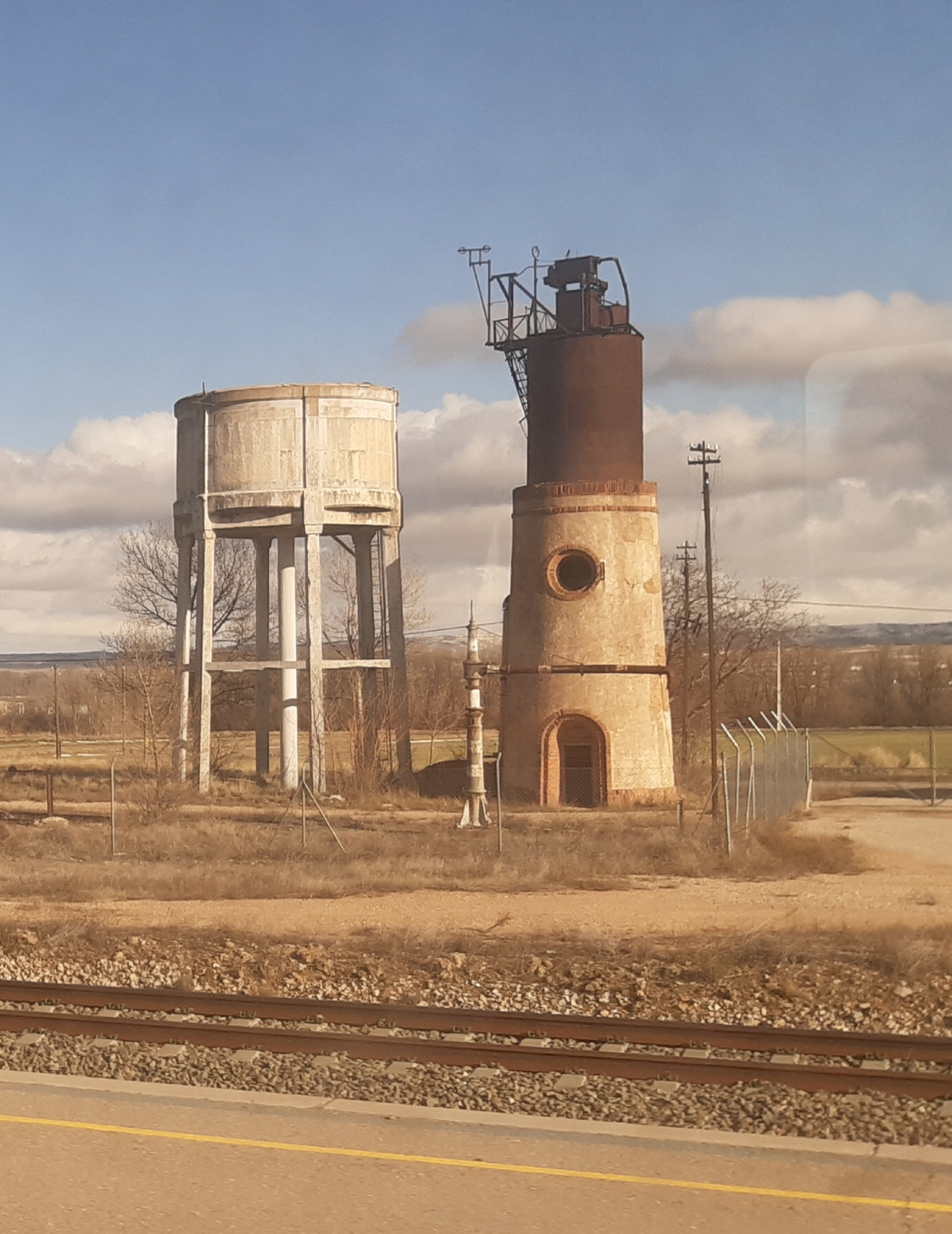
Elementos de aguada en la estación de Caminreal-Fuentes Claras

El edificio de 1933, obra del arquitecto Luis Gutiérrez Soto es la que prestó servicio a los viajeros de la línea hasta 1995, aunque la estación siguió operativa. Este edificio es de estilo racionalista, con dos plantas y torre anexa. Como suele ser propio en el racionalismo carece de adornos o florituras más allá de los arcos que forman la parte baja de una de sus fachadas a modo de soportal. Presenta influencias de la tradición popular aragonesa en cuanto a materiales, como el ladrillo rojo, la teja y elementos de madera. Posee una entrada con tres arcos de medio punto. En el lado de las vías consta de cinco vanos. Lo más destacado es la torre, con cuatro óculos sobre los que se dispone un arco de medio punto, a modo de las torres campanario. En la actualidad se halla abandonado y sin mantenimiento.
Antaño poseedora de una extensa playa de vías, ésta se redujo a las tres actuales. A las mismas acceden dos andenes, uno lateral y otro central. Antiguos almacenes, muelles, grúas, aguadas y descalcificadora son todavía visibles. Cabe resaltar que la actual estación es de nueva construcción por medio de un trazado paralelo al antiguo, a escasa distancia de la antigua estación, hoy abandonada. 

### Futuro Museo del Ferrocarril
La estación ha sido escogida como una de las tres sedes del futuro Museo del Ferrocarril de Aragón, que de materializarse se ubicaría en Canfranc, Casetas y Caminreal-Fuentes Claras. La más avanzada de las tres sedes es precisamente la estación de Caminreal, cuyas obras ya están en marcha.
El proyecto contempla la rehabilitación completa de la estación de viajeros, incluyendo tres zonas expositivas, una cafetería restaurante y varias habitaciones para uso residencial y hospedaje. También se prevé la construcción de una nave futurista contigua que albergará vagones y locomotoras de diferentes épocas.

## Servicios ferroviarios

### Media distancia
En esta estación efectúan parada el Regional de la serie 594 de Renfe que une Zaragoza con Teruel y un MD del modelo S-599 de Renfe que une Zaragoza con Valencia.
La parada en todos los servicios es facultativa en esta estación, por lo que ha de solicitarse al Interventor en Ruta con suficiente antelación.
| Línea MD | Trenes   | Origen/Destino      | Observaciones | Destino/Origen |
| -------- | -------- | ------------------- | ------------- | -------------- |
| 49       | MD       | Zaragoza-Miraflores |               | Valencia-Norte |
| 49       | Regional | Zaragoza-Miraflores |               | Teruel         |